# Patricij
Patriciji (lat. pater - otac) su uživali povlastice i zauzimali sve položaje u državnoj upravi. U starom Rimu dugo su se zadržali ostatci patrijarhalnog uređenja. Nije bilo zemlje u privatnoj svojini, jer je ona pripadala cijeloj općini i predstavljala zajedničku zemlju. Pojedine obitelji imale su male površine zemlje - okućnicu.
U najstarijem razdoblju, uređenje rimske države bilo je aristokratsko. Nekoliko patricijskih obitelji činilo je rod, deset rodova bratstvo, ili kuriju, a deset kurija pleme ili tribu. Ukupno su bile tri tribe. Starješine patricijskih rodova sačinjavali su senat ili starješinsko vijeće. Svi odrasli muškarci dolazili su na kurijske skupštine i na njima odlučivali o najvažnijim pitanjim: o izboru kralja i činovnika, objavi rata, sklapanju mira. 
Brak između patricija i plebejaca je bio zabranjen.
Usporedi s pojmom patricius.